# Pitirim (Nieczajew)

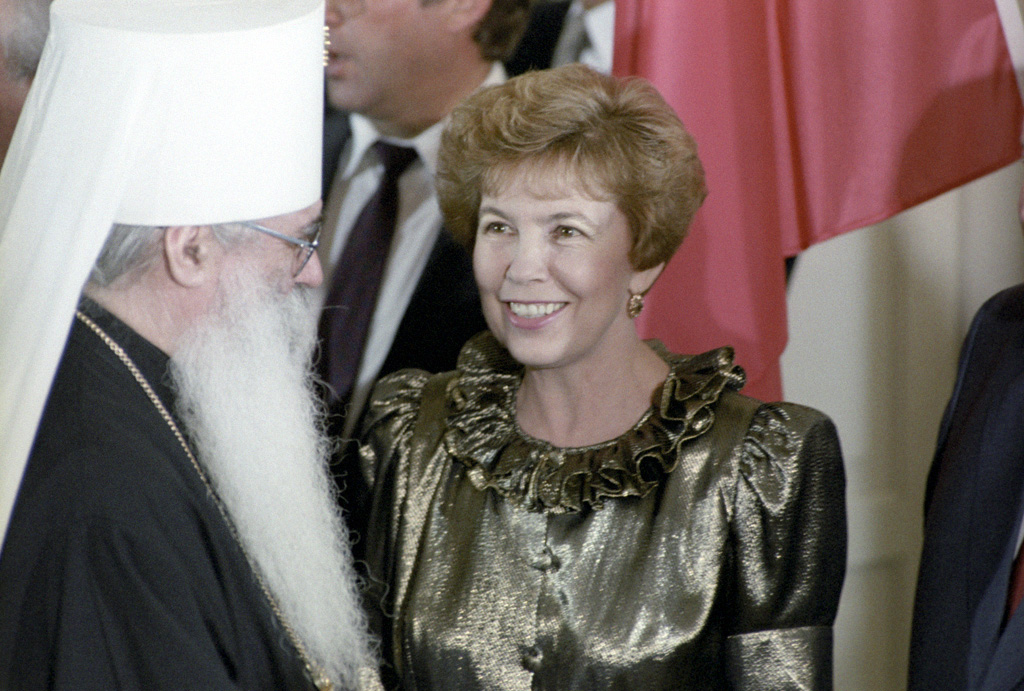
Metropolita Pitirim z Raisą Gorbaczową

Pitirim, imię świeckie Konstantin Nieczajew (ur. 8 stycznia 1926 w Miczurińsku, zm. 4 listopada 2003) – rosyjski biskup prawosławny.

## Życiorys
Po ukończeniu szkoły średniej studiował w instytucie inżynierów transportu w Moskwie. W 1947 rozpoczął naukę w instytucie prawosławnym w tym samym mieście (przekształconym następnie w zespół seminarium duchownego i Moskiewskiej Akademii Duchownej), uzyskując w 1951 dyplom Moskiewskiej Akademii Duchownej. Został stypendystą profesorskim na tejże uczelni i podjął pracę wykładowcy historii zachodnich wyznań chrześcijańskich. 15 lutego 1952 został wyświęcony na diakona, zaś w 1953 uzyskał tytuł naukowy docenta. 4 grudnia 1954 wyświęcony na kapłana. 13 kwietnia 1959 złożył wieczyste śluby zakonne w Ławrze Troicko-Siergijewskiej. 8 października tego samego roku został podniesiony do godności archimandryty i wyznaczony na inspektora Moskiewskiej Akademii Duchownej oraz moskiewskiego seminarium.
22 maja 1963 miała miejsce jego chirotonia na biskupa wołokołamskiego, wikariusza eparchii moskiewskiej. Został również wyznaczony na kierownika wydziału wydawniczego Patriarchatu Moskiewskiego. W latach 1964–1965 pełnił obowiązki locum tenens eparchii smoleńskiej. Od 1971 nosił tytuł arcybiskupa, zaś od 30 grudnia 1986 – metropolity wołokołamskiego i juriewskiego. Od 1989 rezydował w ponownie otwartym monasterze św. Józefa Wołokołamskiego. Służył natomiast regularnie od 1972 r. do śmierci w cerkwi Odnowienia Świątyni Zmartwychwstania Pańskiego w Jerozolimie w moskiewskim rejonie Priesnienskim.
Autor publikacji książkowych i artykułów z dziedziny teologii, wieloletni wykładowca historii zachodniego chrześcijaństwa oraz Nowego Testamentu w Moskiewskiej Akademii Duchownej, konsultant filmów dokumentalnych poświęconych historii i sztuce Cerkwi prawosławnej. W relacjach z władzami radzieckimi wykazywał skrajnie konformistyczną postawę, co sprawiało, iż nie cieszył się szacunkiem wśród wiernych i duchowieństwa.
17 marca 1989 został wybrany na deputowanego ZSRR.
W grudniu 1994, w związku z reorganizacją wydziału wydawniczego, został zwolniony z funkcji jego przewodniczącego. Zmarł w listopadzie 2003.
Według dokumentów pochodzących z Archiwum Mitrochina Pitirim (Nieczajew) był zarejestrowany jako agent KGB o pseudonimie ABBAT.

## Upamiętnienie
W monasterze św. Józefa Wołokołamskiego zachowana została cela metropolity Pitirima oraz jego gabinet. Niektóre przedmioty należące do duchownego eksponowane są na poświęconej mu wystawie w muzeum krajoznawczym w Wołokołamsku.